# Tarancón
Tarancón es un municipio y una localidad española de la provincia de Cuenca, en la comunidad autónoma de Castilla-La Mancha. Ubicado geográficamente en la Alcarria, aunque próximo a la Mancha, Tarancón es con 16 462 habitantes (INE 2024) el segundo municipio más poblado de la provincia, tras Cuenca, y es cabeza de partido judicial. Se encuentra en el oeste de la provincia y su término municipal limita con la provincia de Toledo. 

## Toponimia
El nombre de Tarancón ha tenido muchas interpretaciones, no existe unanimidad sobre la interpretación exacta por el que posee dicha etimología. Existen varias posturas al respecto, entre las que se encuentra la de Trifón Muñoz Soliva, que era presbítero, el cual estima que tiene raíces hebreas y le da un significado similar a 'torre del sacerdote'. Otro autor, José Torres Mena, ve la derivación del nombre de la palabra Trancón el palo que se cruzaba en las puertas del Arco de la Malena para evitar el paso de los enemigos. Heliodoro Cordente sostiene que el nombre de la ciudad deriva de Tarancio o cambronal, planta abundante en esta estepa Castellana y que, ya en el Cantar del Mío Cid, se hablaba del campo de Taranz, aludiéndose al entorno de este lugar. Según E. Bascuas, los topónimos Taranco, Tarancón serían de base paleoeuropea, derivados de la raíz indoeuropea *ter- 'frotar', 'perforar'.

## Geografía
Tarancón, que posee una densidad de población más de dos veces superior a la de su capital provincial, se encuentra en una ubicación estratégica al situarse en el centro peninsular, perteneciendo a la provincia de Cuenca, de manera que colinda con las provincias de Toledo, Guadalajara y la Comunidad de Madrid, todas las cuales se encuentran a escasos kilómetros de la localidad. Por esta razón, Tarancón está dotada de una red de autovías y carreteras del Estado, así como vías de ferrocarril y AVE, que la comunican con las principales ciudades de España. 
El término municipal de Tarancón limita geográficamente al norte con Belinchón, al nordeste con Huelves, al este con Tribaldos y Villarrubio, al sur con Fuente de Pedro Naharro, todos ellos de la provincia de Cuenca; y al oeste con Santa Cruz de la Zarza, de la provincia de Toledo.

## Historia
Los primeros pobladores de la ciudad fueron de origen celtíbero, asentándose en el barrio de El Castillejo. Después fue poblada por el pueblo romano quedando restos muy significativos como el puente romano sobre el río Riánsares en la pradera de la ermita.
Siendo una aldea de Uclés, el maestre de la Orden de Santiago Lorenzo Suárez de Figueroa creó el ayuntamiento de Tarancón en el año 1403, concediendo que tuviera dos alcaldes, un alguacil y un escribano público.
En el siglo XVI consta que «era un pueblo agrícola, ubicado en terreno llano y seco, sin árboles, con escasas fuentes y una notable bodega de vino tinto. Complemento de la agricultura era la ganadería de ovino, que aprovechaba ciertos pastizales comunales y la rastrojera». Se consideraba su localización geográfica como estratégica, al situarse en las rutas que unen el centro peninsular y la periferia levantina.[1]
El 26 de noviembre de 1537 consiguió la condición de villazgo del rey Carlos I, aunque siguió bajo la jurisdicción de Uclés. En 1591 aparecía incluida en la provincia de Castilla de la Orden de Santiago. El municipio perteneció a la provincia de Toledo hasta la reforma territorial de Javier de Burgos de 1833, por la que se incorporó a la de Cuenca.
En el siglo XX, concretamente en junio de 1921, se concedió a Tarancón el título real de Noble Ciudad recogido en la bordura de su escudo y pasando a formar parte del lema oficial de la localidad.
El 26 de julio de 1949 explotó un polvorín en Tarancón provocando la muerte de al menos veinticinco vecinos. En 1973 el cantante Nino Bravo recibió en Tarancón los primeros auxilios después de sufrir el accidente de tráfico que le quitó la vida.
En el año 2012 el Ayuntamiento de Tarancón puso en marcha un plan para sustituir todo el alumbrado público de la ciudad por luces LED; llevó alrededor de un año completar la instalación. No obstante la tecnología LED del nuevo alumbrado permite el ahorro de hasta un 60 % con respecto a la instalación anterior.
En el año 2015 la corporación municipal votó en pleno la suspensión definitiva de la celebración de eventos taurinos financiados con fondos públicos de los presupuestos municipales, que entraría en vigor al año siguiente. El 12 de septiembre de 2016 a las 17:30 horas, se celebró el último evento taurino en la ciudad. Tarancón se convirtió en el primer municipio de la provincia en retirar la financiación pública a las celebraciones taurinas.

## Servicios

### Instalaciones deportivas
- Circuito de velocidad Dani Rivas: También llamado Circuito DR7. Es un circuito de carreras y un autódromo diseñado para competiciones de motociclismo y karting. Posee aparcamiento para coches, aparcamiento para caravanas, cafetería, terraza y aseos. Se permite el alquiler de pistas y está abierto al público en general, también se celebran eventos deportivos que atraen numeroso público. En él se celebra cada año  la Copa Dani Rivas, que atrae pilotos nacionales, así como el Campeonato Madrileño y Castellano-manchego de Mini Karts.
- Complejo municipal de piscinas: Alberga dos piscinas exteriores con zonas verdes, merenderos y columpios, y dos piscinas cubiertas y climatizadas para entrenamiento profesional, personal y de ocio. Hay vestuarios separados, duchas, aseos, desfibrilador semiautomático, botiquín de primeros auxilios, cafetería/bar, recepción y salidas de emergencia.
- Polideportivo municipal: polideportivo iluminado con diversas áreas que se ajustan a los estándares para realizar diferentes tipos de deportes: una pista de atletismo con seis calles, un campo de fútbol, fútbol sala, dos canchas de baloncesto, cinco pistas de pádel de las cuales 2 son cubiertas, una pista de frontón, tres pistas de tenis, dos pistas de bádminton, dos pistas de voleibol, una sala de tiro con arco, cuatro vestuarios independientes, aseos, botiquín, desfibrilador y dos graderíos.
- Estadio municipal: Emplazado en el polideportivo municipal. Cuenta con un campo reglamentario para celebrar partidos de fútbol profesional, con dos graderíos, megafonía y cuatro vestuarios independientes con duchas y aseos.
- Pabellón deportivo Peña del Águila: pabellón cubierto polideportivo con gradas habilitado para albergar la mayor parte de las disciplinas deportivas. Cuenta con dos vestuarios independientes con aseos y duchas.
- Gimnasio Municipal: anexo al pabellón deportivo Peña del Águila. Cuenta con material dedicado al entrenamiento personal. Dependiente del Ayuntamiento de Tarancón.
- Pabellón deportivo Reina Sofía: pabellón cubierto principalmente dedicado como cancha de baloncesto. Habilitado para otros deportes si fuese necesario. Cuenta con dos vestuarios independientes con aseos y duchas.
- Campo de fútbol San Isidro: campo de fútbol descubierto principalmente dedicado a entrenamiento y partidos de liga juvenil e infantil. Cuenta con dos vestuarios independientes con aseos y duchas. En ocasiones el club deportivo Tarancón que actualmente se encuentra en 3.ª división (temporada 2019-2020) también ha  disputado partidos en este campo.
- Circuito de motocross El Polvorín: Se emplea para la práctica de motocross.

### Equipamientos culturales

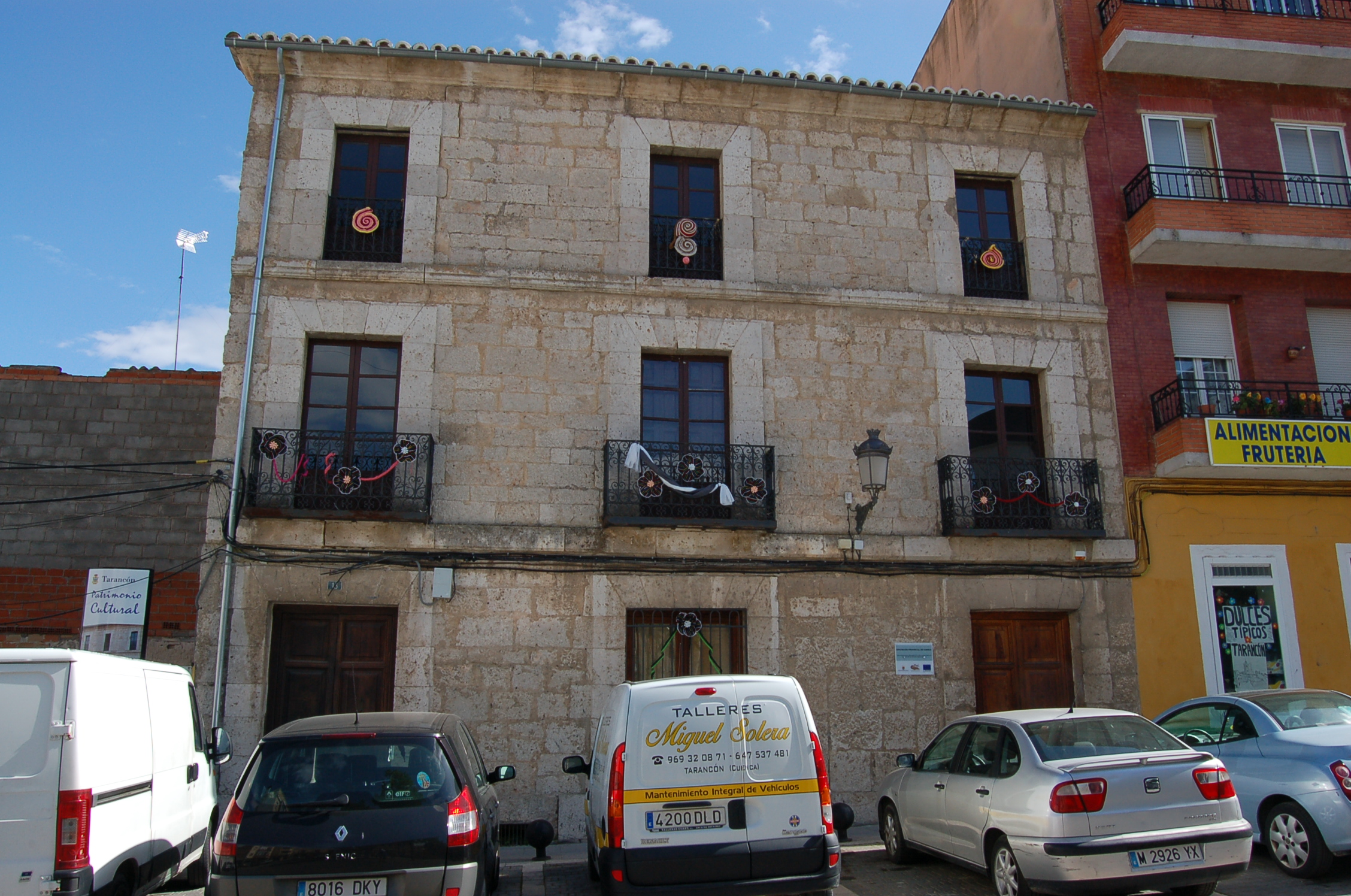
Casa de Piedra

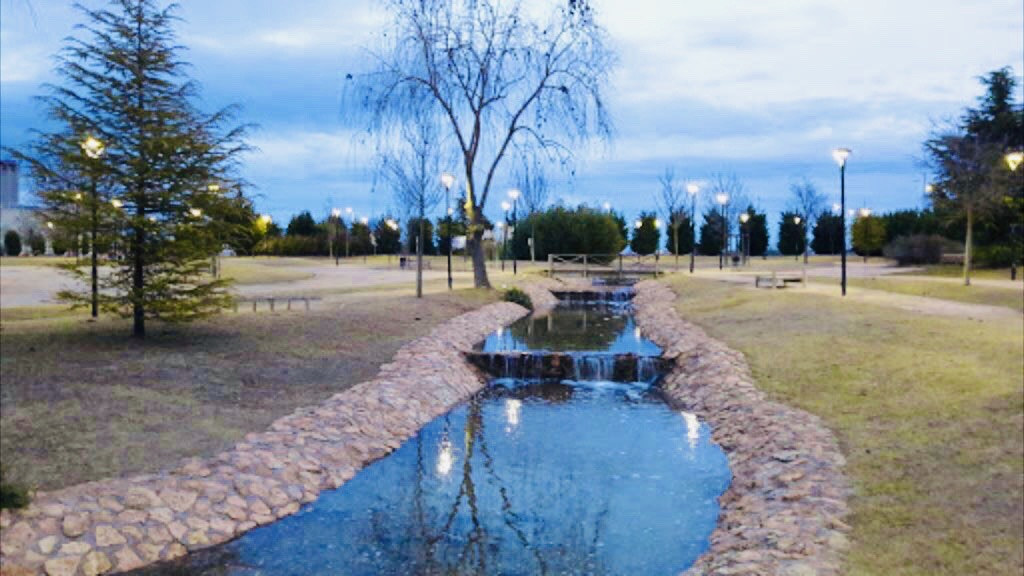
Parque de la Juventud

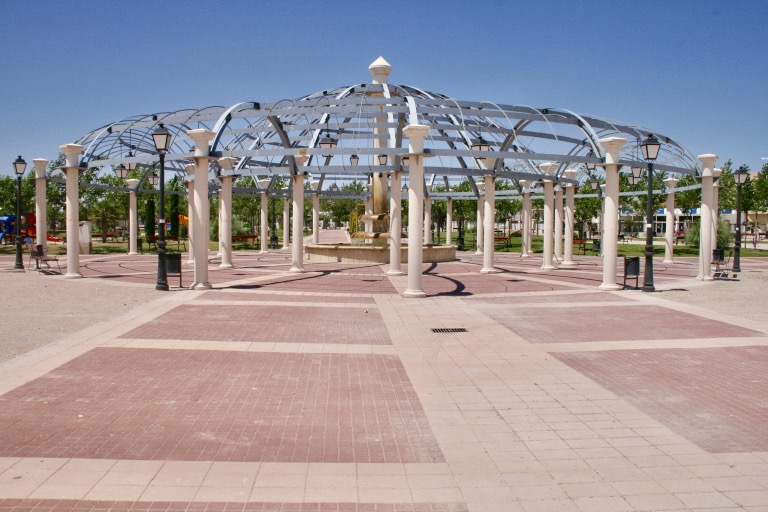
Parque ferial

- Auditorio municipal: auditorio de dos plantas con aforo para quinientas personas, cuenta con climatización, guardarropa, ascensor, aseos, dos patios de butacas, cuatro palcos, dos taquillas con venta de entradas, zona de backstage y diez camerinos subterráneos con duchas y baños. Usado principalmente para la proyección de películas, para obras de teatro, música y conciertos, así como otros eventos que fuesen requeridos.
- Pabellón de Ferias y Muestras: pabellón de dos plantas con recinto externo techado y recinto interno dedicado a exposiciones, ferias y congresos. Aquí se celebra la Feria Regional de Alimentación de Castilla-La Mancha, Stockalia, concursos caninos, y la convención regional de bolillos, entre otros. Está climatizado y cuenta con aseos, y almacén para guardar los stands.
- Centro Escénico San Isidro: recinto cubierto con aforo para seis mil personas, dedicado a la realización de todo tipo de eventos, principalmente conciertos y actos de mayor afluencia. Cuenta con varios camerinos, zonas de descanso, venta de comida y bebida, y aseos separados. En los meses de julio y agosto se proyecta el cine de verano.
- Centro Joven: edificio de dos plantas con múltiples salas con sofás y mesas, además de cocina, habilitado para reuniones juveniles. En el exterior hay dos pistas gratuitas videovigiladas de fútbol y baloncesto valladas, fuente, así como árboles y zonas verdes con bancos.
- Biblioteca Luis Rius: biblioteca municipal distribuida en el edificio de la Casa de Cultura, y que cuenta con las siguientes dependencias: sala infantil, sala de préstamo general, sala de consulta y referencia, sala de estudio, sala de reuniones de los clubes de lectura, sala múltiple y depósitos.
- Casa de la Cultura: edificio que alberga las dependencias de la Biblioteca Luis Rius y del Centro de Internet, además de un salón de actos.
- Casa de las Asociaciones: edificio que alberga múltiples salas para la reunión de asociaciones locales y comarcales. Cuenta con un salón de actos con butacas.
- Casa de Piedra: edificio histórico del siglo XVI restaurado, que sirve para acoger actividades relacionadas con teatro, música, danza, pintura, fotografía, conferencias, reuniones, audiovisuales, talleres, eventos, intervenciones en el barrio o ecología.
- Museo de arte contemporáneo: museo donde se exponen obras de carácter contemporáneo, así como exposiciones fotográficas y pinturas destacadas.
- Museo Casa Parada: en él se exponen pinturas de artistas locales repartidas en dos plantas, y con dos patios interior y exterior respectivamente. También se realizan conciertos, como por ejemplo en la semana del festival Caño-on.
- Parque Ferial: parque céntrico que acoge las fiestas y ferias patronales, y también el mercadillo municipal de los jueves. Tiene bancos, columpios, cuatro fuentes, bar, grifos de agua potable, aseos públicos, así como árboles y amplias zonas verdes para su uso durante cualquier época del año.
- Parque de la Juventud: parque en la zona periférica de Tarancón que alberga columpios, bancos, un bulevar, carril bici, amplios espacios verdes, así como un pequeño río y lago artificiales.
- Parque Reina María Cristina: alberga columpios, bancos, fuentes, grifos para beber agua, carril bici, zona de tercera edad, así como un templete de música con camerinos. Sede del Concierto de Verano de la banda de música de Tarancón.
- Parque Cuesta de la Bolita: parque situado en la calle que le da nombre y por la cual se accede por esa carretera al santuario de la virgen de Riánsares.

### Educación

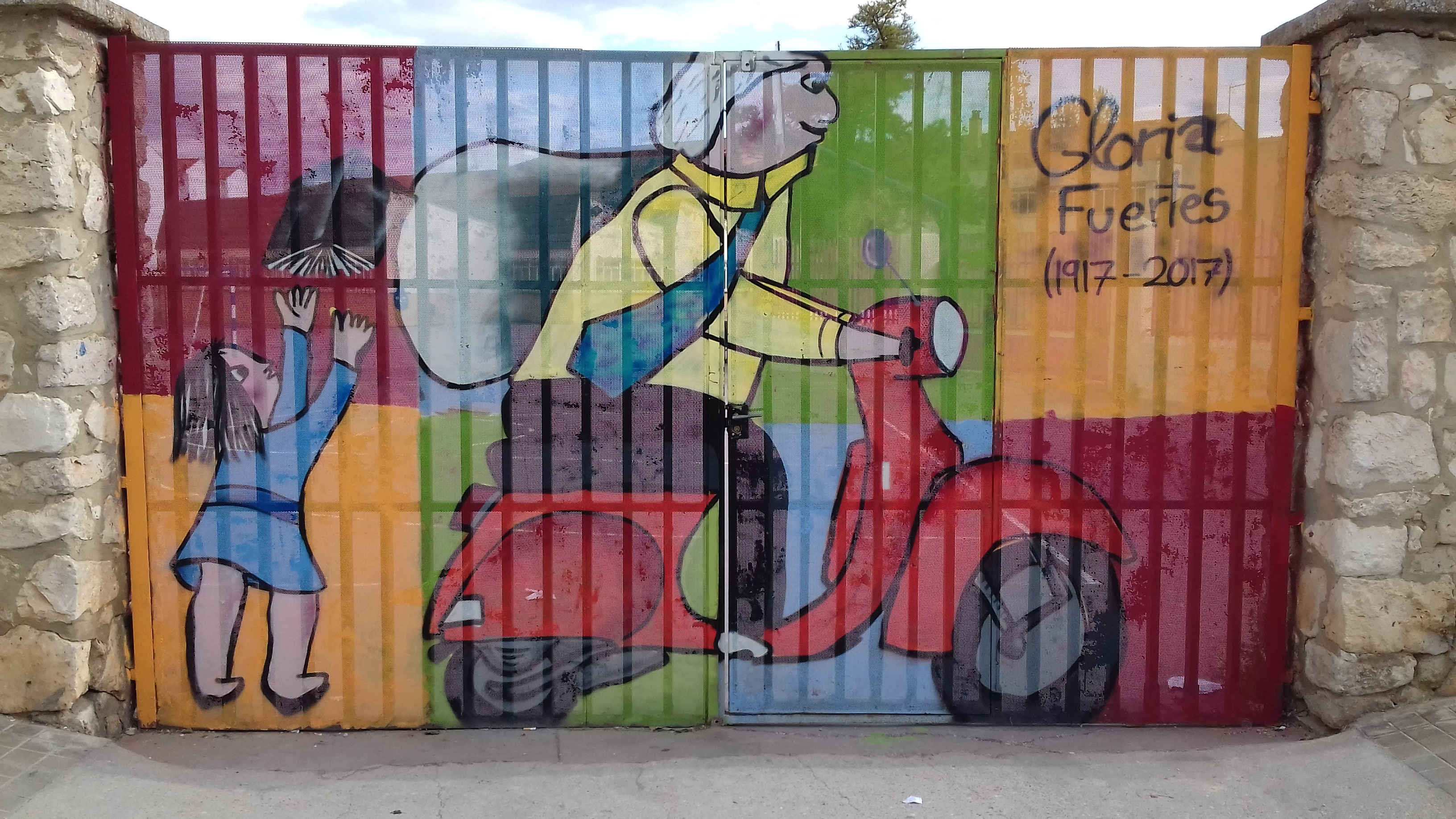
CEIP Gloria Fuertes

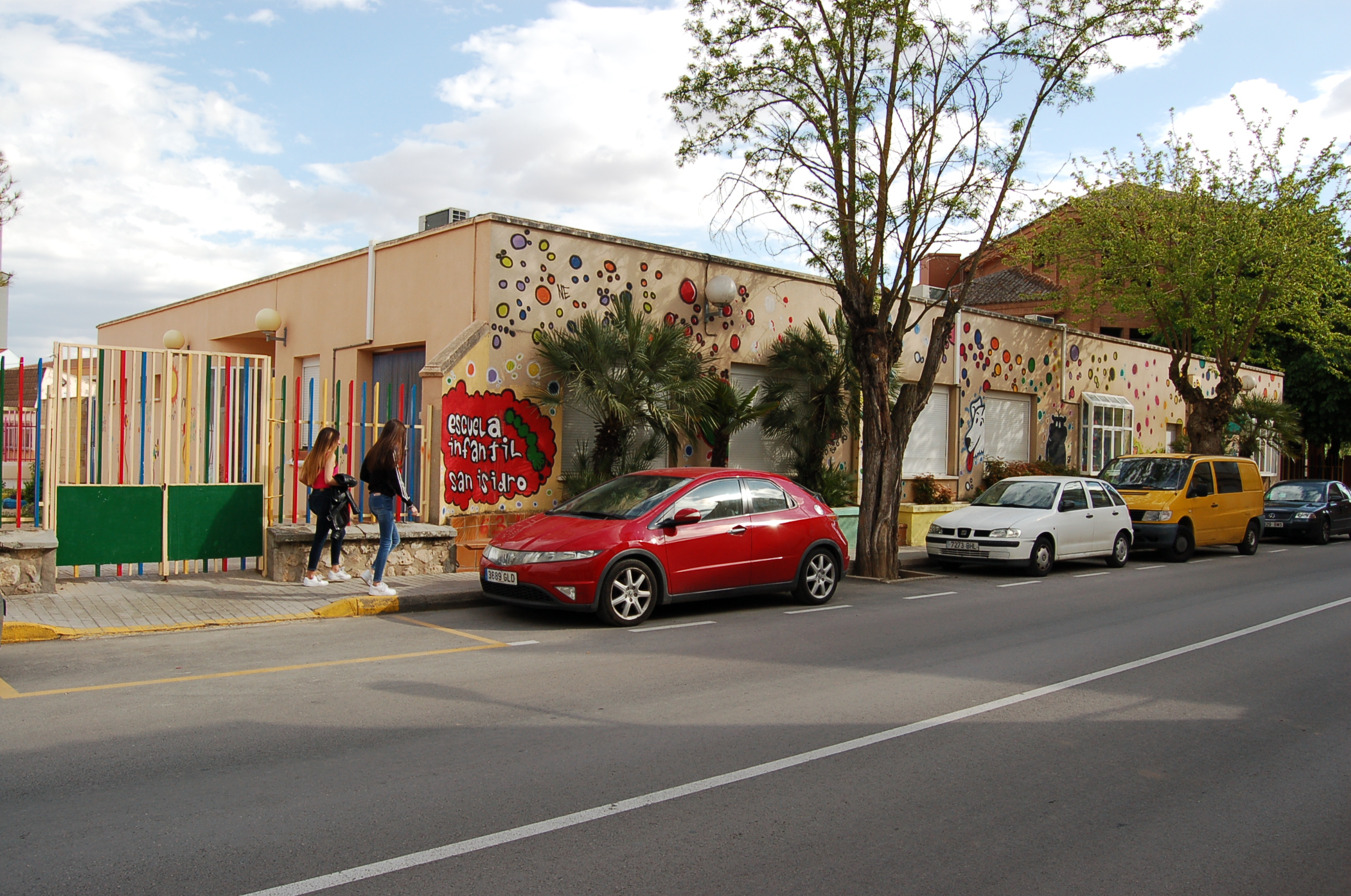
CEIP San Isidro

- Instituto IES La Hontanilla: se imparten clases de secundaria, bachillerato y ciclos formativos. Posee múltiples aulas, varios patios, cafetería, gimnasios con duchas, laboratorios, salas de ordenadores, sala de audiovisuales, biblioteca, departamentos, conserjerías, salas de reuniones… Atrae alumnos de poblaciones vecinas.
- IES Luisa Sigea de Tarancón: instituto en fase de construcción por parte del Gobierno de Castilla-La Mancha. La inauguración de la primera fase se llevó a cabo en el año 2020. Se imparten clases de secundaria y bachillerato.
- Centro asociado a la UNED de Tarancón: centro de estudios asociado a la Universidad Nacional de Educación a Distancia.
- Centro de exámenes DGT: centro donde se realizan los exámenes teóricos y prácticos de la Dirección General de Tráfico de Cuenca. Anexo a la Casa de la Cultura.
- Centro de educación para personas adultas Altomira, dependiente de la consejería de educación autonómica
- Colegio Hermanas Mercedarias: colegio concertado de infantil, primaria y secundaria
- Colegio Melchor Cano: colegio concertado de infantil, primaria y secundaria
- Colegio público Gloria Fuertes: colegio de educación infantil y primaria
- Colegio público Duque de Riánsares: colegio de educación infantil y primaria
- Escuela infantil San Isidro
- Escuela infantil Santa Quiteria
- Escuela infantil Nuestra Señora de Riánsares

### Otros
- Centro de especialidades médicas: el CEDT de Tarancón está formado por sala de espera, salas de atención continuada 24 horas, UVI móvil, dos puntos de atención continuada, sala de curas, rayos X, ecografía, TAC, box quirúrgico, quirófanos de cirugía menor ambulatoria, pediatría, odontología, extracción de sangre, área de rehabilitación, consultas médicas externas, y todas las especialidades médicas. Posee además un helipuerto sanitario conectado a Urgencias. Pertenece al Servicio de Salud de Castilla-La Mancha.

- Estación de tren
- Estación de autobuses
- Cuartel de la Guardia Civil de TarancónPolicía Nacional: Tarancón cuenta con una oficina de expedición de pasaporte, DNI y extranjería situada en el ayuntamiento.
- Parque de bomberos
- Policía local
- Cuartel de la Guardia Civil

### Transporte

#### Carreteras
La A-3 o autovía del Este (antigua Autovía de Valencia) es una de las seis autovías radiales de España y es la unión natural entre Madrid y la costa mediterránea, más concretamente con Valencia. Dispone de tres carriles de ida y vuelta respectivamente, en el tramo Tarancón-La Almarcha.
La A-40 o autovía de Castilla-La Mancha, que se inicia en Ávila, pasa por Toledo, Tarancón, Cuenca y finaliza en Teruel.
La N-400 que une Tarancón con Ocaña y Toledo.
La CM-200 que atraviesa las localidades de Fuente de Pedro Naharro, Villamayor de Santiago, Tarancón y Barajas de Melo en la provincia de Cuenca, y Albalate de Zorita, Almonacid de Zorita, Pastrana y Fuentelencina en la provincia de Guadalajara.

Existen proyectos de nuevas autovías como la A-28 (Autovía de la Alcarria, Guadalajara-Cuenca), la ampliación de la R-3 (actualmente llega hasta Arganda) y la autovía transmanchega (conectando Tarancón con Alcázar de San Juan y con Daimiel).

#### Ferrocarril

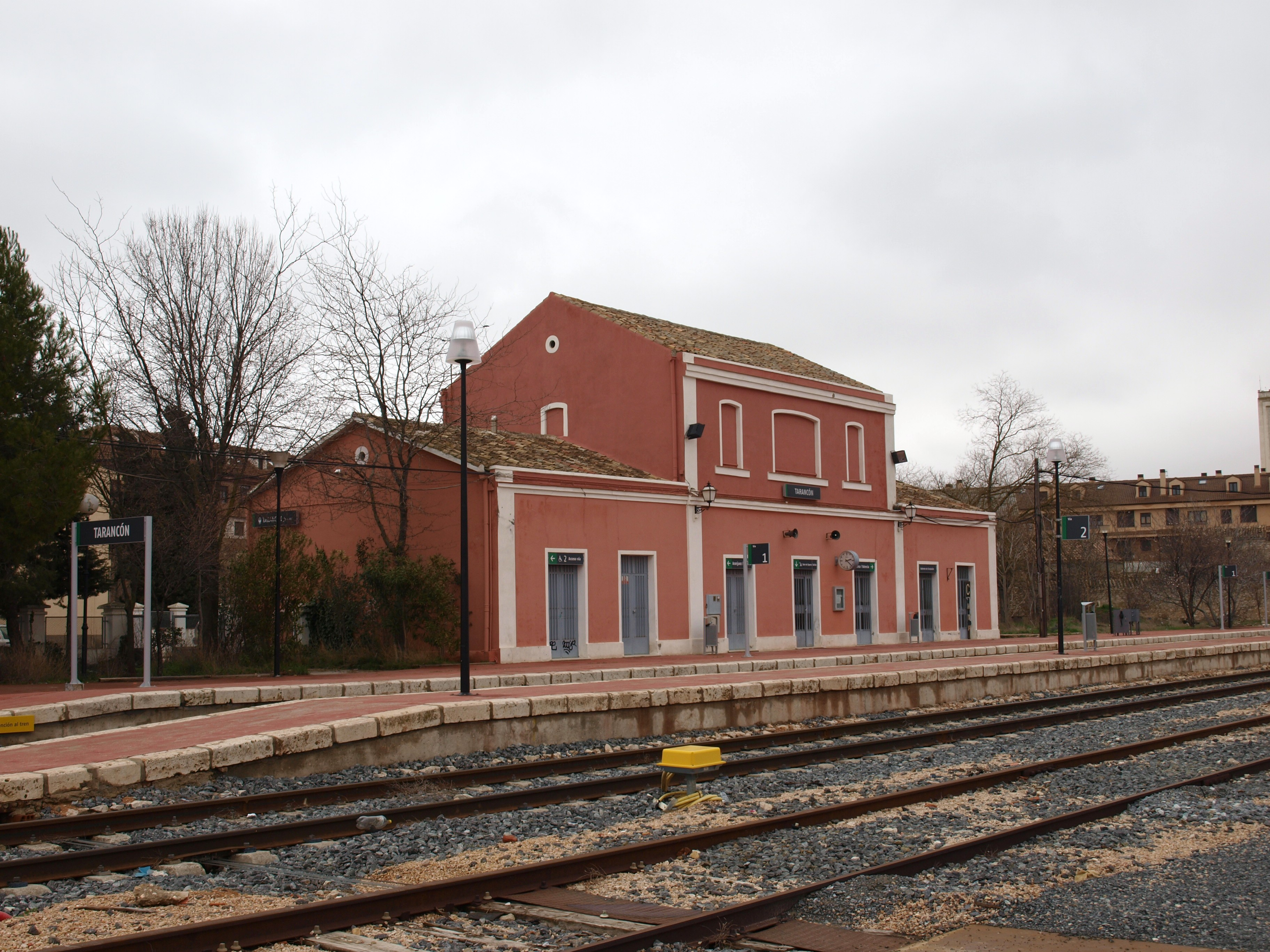
Estación de tren de Tarancón

Tarancón dispone de una estación de tren en el mismo núcleo urbano, sobre la cual discurre la línea de ferrocarril Aranjuez-Valencia (en el punto kilométrico 59'3). No obstante, RENFE no presta servicios en esta línea desde 2022, habiendo sido sustituida por la línea de AVE Madrid-Valencia (la cual pasa también por Tarancón, muy cerca de la localidad). La línea que transcurría por estas vías era la línea 48 de media distancia (Madrid-Puerta de Atocha/Valencia-San Isidro por Cuenca y Utiel).

Durante la guerra civil española (1936-1939) se construyó la línea Torrejón de Ardoz-Tarancón, con el objetivo de conectar la capital con el Levante por otra vía que no estuviera cortada por el avance de las tropas sublevadas. Esta vía se conocía como el «Tren de los cuarenta días», debido al tiempo que se tardó en su construcción. A día de hoy, esta línea férrea está desmantelada, y sobre esta se dispone una vía verde
La línea 48 de media distancia: Madrid-Puerta de Atocha - Cuenca - Valencia-San Isidro
| Línea | Servicio        | Tren | Recorrido                  | Estaciones |
| ----- | --------------- | ---- | -------------------------- | --- |
| 48    | Media Distancia | -    | Valencia - Cuenca - Madrid | Valencia-San Isidro · Aldaya · Cheste · Chiva · Buñol · Requena · Utiel · Las Cuevas · Camporrobles · Villora · Yémeda-Cardenete · Arguisuelas · Carboneras de Guadazaón · Cañada del Hoyo · Cuenca · Chillarón · Villar de Saz · Cuevas de Velasco · Castillejo-Romeral · Caracenilla · Huete · Vellisca · Paredes de Melo · Huelves · Tarancón · Santa Cruz de Zarza · Villarrubia de Santiago · Noblejas · Ocaña · Ontígola · Aranjuez · Madrid-Puerta de Atocha |

#### Autobús

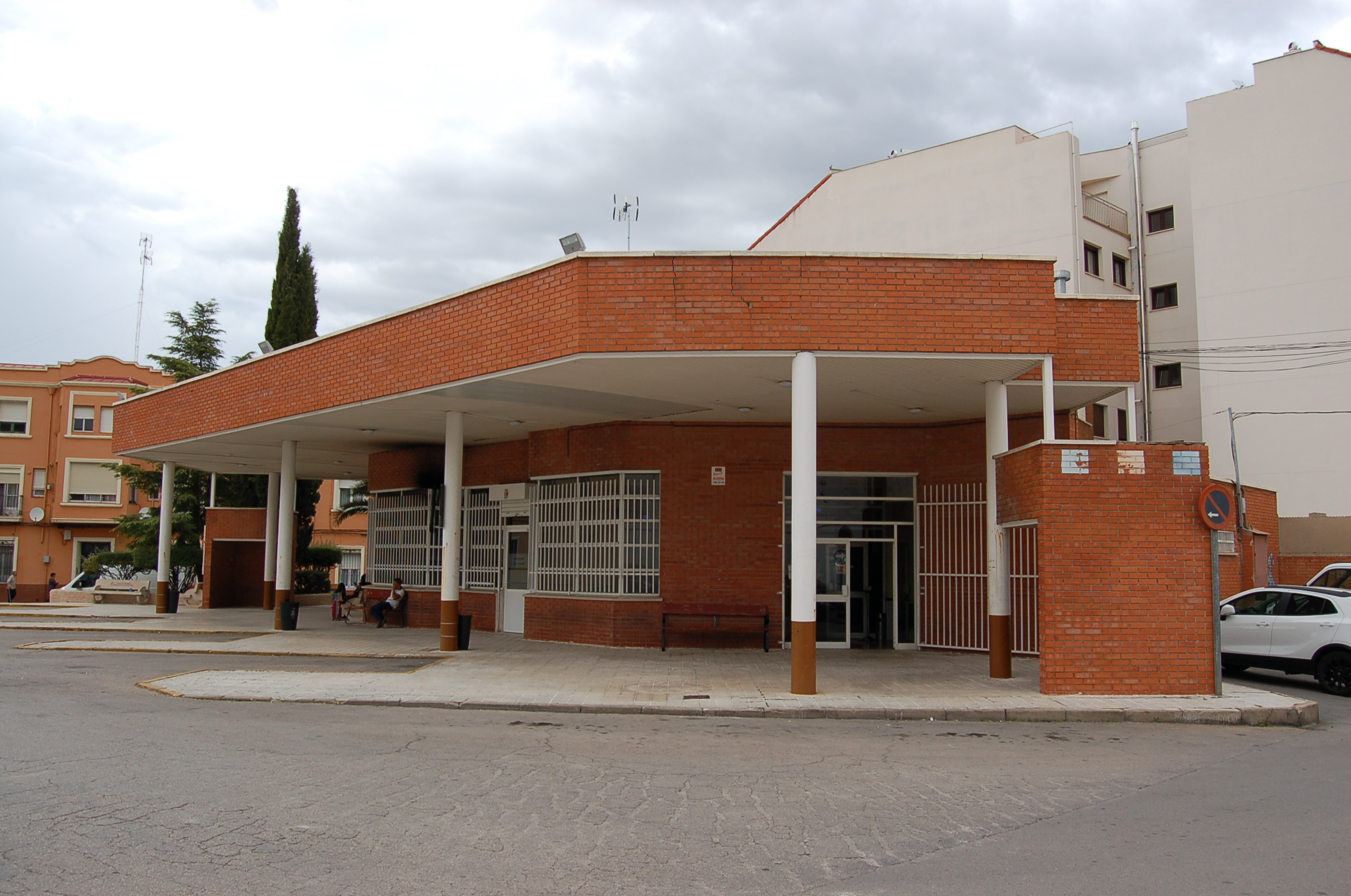
Estación de autobuses

Tarancón dispone de estación de autobuses, con cuatro dársenas, iluminación nocturna, cafetería/bar, taquilla con venta de entradas e información, aseos, asientos y panel de salidas. Las líneas interurbanas que prestan servicio son:
| Línea   | Recorrido                                                     | Operador     |
| ------- | ------------------------------------------------------------- | ------------ |
| 352     | Madrid (Ronda de Atocha) - Villarejo - Fuentidueña - Tarancón | Empresa Ruiz |
| VAC-051 | Madrid (Estación Sur) - Tarancón - Cuenca                     | Avanza       |

El municipio se encuentra dentro de la zona E2 del Consorcio Regional de Transportes de Madrid, pudiendo utilizar el abono transporte de dicha zona para las líneas 352 de Ruiz y VAC-051 de Avanza. 
También dispone de una línea hacia Huete, englobada en el Plan XCuenca, y otra hacia Toledo.
La localidad cuenta con una línea de autobús urbano que recorre diferentes paradas en marquesinas de la ciudad.

## Monumentos y lugares de interés

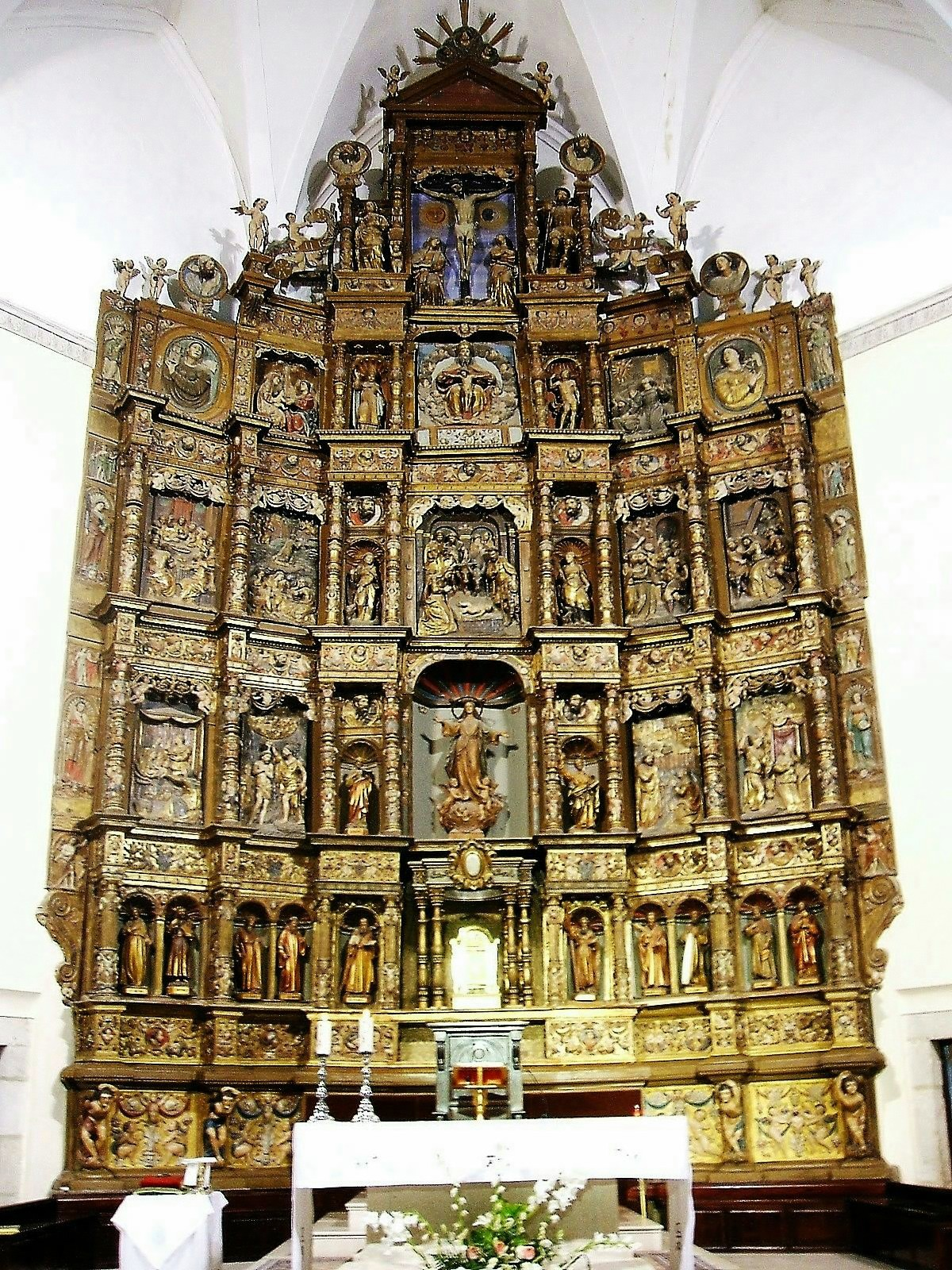
Retablo mayor de la iglesia de Nuestra Señora de la Asunción

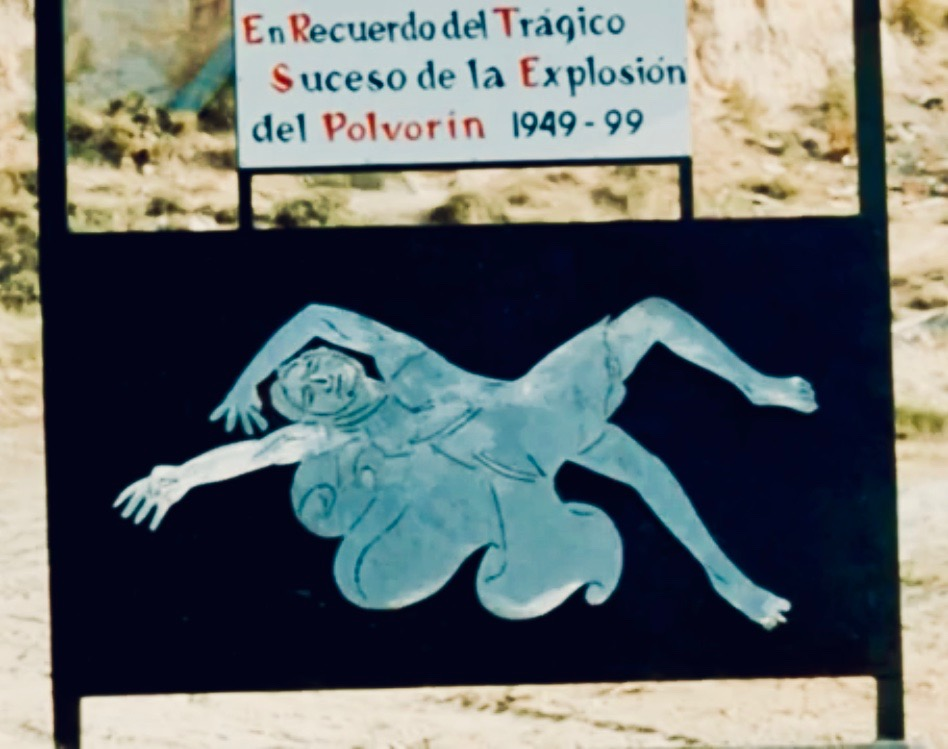
Monumento en memoria de las víctimas del polvorín

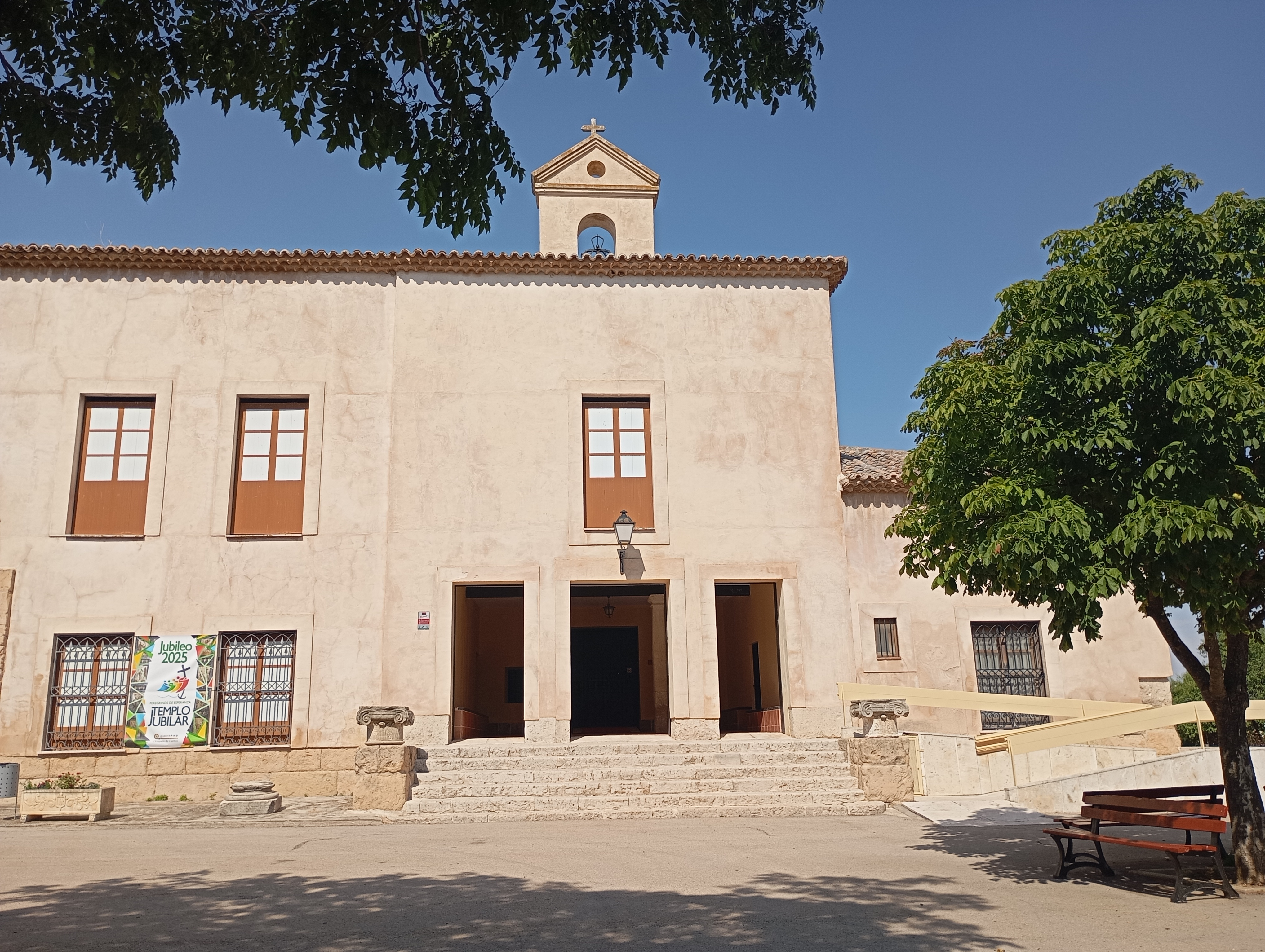
Santuario Virgen de Riánsares (Tarancón)

- Palacio de los duques de Riánsares. Es la actual sede del Ayuntamiento de Tarancón. Edificio restaurado del siglo XIX, de planta rectangular de dos alturas y buhardilla, cuenta con un patio central de columnas toscanas, en torno al que se sitúan las habitaciones del edificio. En su exterior se pueden observar los restos de la rejería original. El palacio también contaba con unos bellos jardines que en el siglo XX fueron transformados en la actual plaza del Mercado. La vivienda de los duques de Riánsares también fue modificada y se han conservado pocos elementos originales.
- Iglesia de Nuestra Señora de la Asunción, del siglo XVI, con un magnífico retablo plateresco que preside el altar mayor. Está declarada Bien de Interés Cultural. Situada en el barrio de El Castillejo, el más antiguo de la población, anteriormente a su construcción, desde el siglo XIII, existiría un templo de ubicación incierta, aunque probablemente en el mismo lugar donde se erige el edificio actual, y sería de estilo románico o bien protogótico. La primera iglesia dedicada a la Asunción de Nuestra Señora debió de levantarse en el siglo XV. Se trataba de un edificio gótico de una sola nave, con capillas laterales adosadas y bóveda de crucería, la cual persistió hasta finales del siglo XIX.
- Arco de la Malena: es la puerta de entrada a lo que en su día fue un recinto amurallado, convirtiéndose en la prueba más evidente de ello, y en cuanto a su origen se sitúa sobre el siglo XI. Actualmente es el arco que da entrada y precede a la Parroquia de la Asunción.
- Monumento a las víctimas del polvorín: el 26 de julio de 1949 se produjo una explosión en el almacén militar de pólvora de Tarancón, cuyas causas se desconocen. Falleciendo 26 personas, dejando cientos de heridos, y quedando las casas reducidas a escombros. El monumento se encuentra situado en la zona cero de la explosión, en memoria de las personas fallecidas. Una canción se hizo tristemente famosa: «Los vecinos de Tarancón, están destinados a sufrir, primero fueron las bombas y ahora con el polvorín».
- Monasterio de los Padres Somascos: antiguo seminario fundado por los religiosos Somascos llegados a España en 1957. La finalidad era ayudar al desarrollo de las obras Somascas en Centroamérica creando una fundación para instalarse en diferentes municipios de España, entre ellos Tarancón, dando lugar al edificio que actualmente se encuentra cerrado a la espera de que se le conceda utilidad.
- Convento de San Francisco: situado en la glorieta homóloga es un edificio histórico que data del siglo XVII, perteneciente a la comunidad de los hermanos franciscanos conventuales. A día de hoy sirve como lugar de culto para la celebración de misas cristianas.
- Santuario de la Virgen de Riánsares: situado a unos 5 km aproximadamente de Tarancón. Fue fundado en el siglo XII. El palacio fue inicialmente adquirido por Fernando Muñoz, ya duque de Riánsares donde construyó su panteón y, al lado, un Palacete estival en el que pasar temporadas de verano con su esposa, la Reina María Cristina de Borbón. Posteriormente fue cedido a la Iglesia católica y en la actualidad se encuentra el Santuario que da nombre a la patrona de Tarancón.
- Casa Palacio de los Parada: su origen palaciego data del siglo XVI. Es hoy un museo de arte y cultura que alberga el legado del pintor taranconero Emiliano Lozano y muestras de arte contemporáneo. En ella se han alojado ilustres personajes por su carácter histórico de parada de postas.
- Parroquia San Víctor y Santa Corona: parroquia de estilo vanguardista edificada en el siglo XXI, situada en el barrio que le da nombre. Es muy interesante su campanario. su fachada exterior, y los acabados interiores revestidos con madera y mármol, que le confieren un aspecto arquitectónico puramente contemporáneo.
- Otras ermitas diseminadas por la población como la de San Juan, San Isidro Labrador, San Roque y Santa Quiteria. También es muy interesante el Casco Antiguo, situado alrededor de la iglesia parroquial, en el que podemos encontrar lugares históricos y emblemáticos de la ciudad, como son la plaza de la Constitución, la plaza del Ayuntamiento, la plaza del Caño, la Cuesta de la Bolita, etc.
- Colección de pintura Emiliano Lozano: la colección, está compuesta por 300 obras, donadas a la ciudad de Tarancón, por la familia Lozano de la Pola, que destacan por su gran diversidad; desde pequeños bocetos a grandes formatos, realizados en toda clase de soportes (lienzos, madera, cartón, papel, tela e incluso piedra) aplicando todo tipo de técnicas (acuarelas, lápices, óleo, tinta china, pasteles, tierras) y en las que se reproducen distintos y variados motivos (costumbrismo, bodegones, carteles, paisajes, caricaturas, cómics, retratos).

## Demografía
Tarancón cuenta con una población de 16 462 habitantes (INE 2024).
| Gráfica de evolución demográfica de Tarancón entre 1842 y 2021                                                      |
| |
| Población de derecho según los censos de población del INE Población de hecho según los censos de población del INE |

## Administración y política

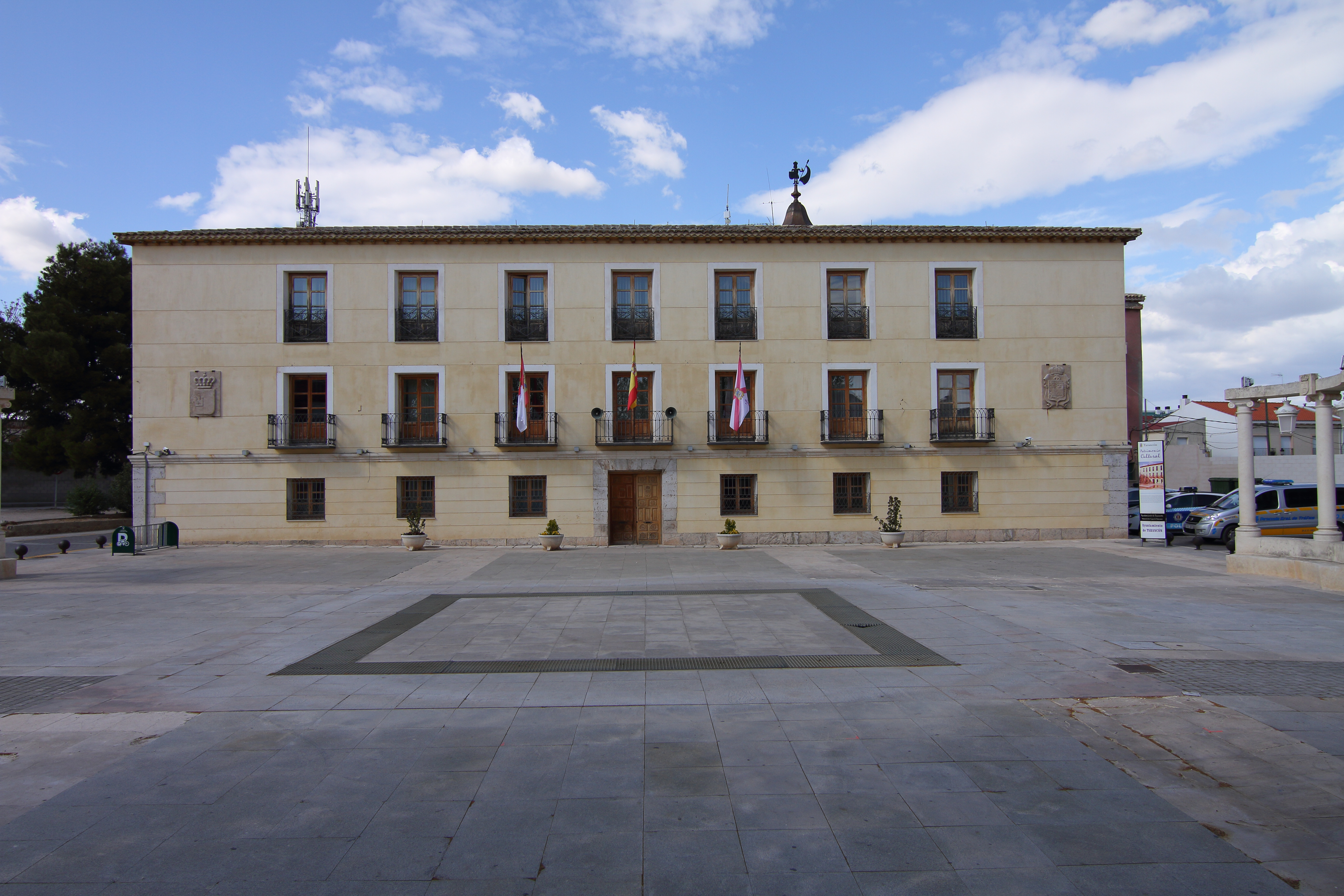
Palacio del duque de Riánsares, sede del Ayuntamiento de Tarancón

| Periodo   | Nombre                        | Partido | Partido                                  |
| --------- | ----------------------------- | ------- | ---------------------------------------- |
| 1979-1983 | Antonio Domínguez             |         | Unión de Centro Democrático (UCD)        |
| 1983-1987 | José García Barrios           |         | Partido Socialista Obrero Español (PSOE) |
| 1987-1995 | Juan Manuel López             |         | Partido Popular (PP)                     |
| 1995-1999 | Antonio Domínguez             |         | Partido Popular (PP)                     |
| 1999-2011 | Raúl Amores Pérez             |         | Partido Socialista Obrero Español (PSOE) |
| 2011-2015 | María Jesús Bonilla Domínguez |         | Partido Popular (PP)                     |
| 2015-act. | José Manuel López Carrizo     |         | Partido Socialista Obrero Español (PSOE) |

| Partido político    | Partido político                                                    | 1979   | 1983   | 1987   | 1991   | 1995   | 1999   | 2003   | 2007   | 2011   | 2015   | 2019   | 2023   |
| Partido político    | Partido político                                                    | Ediles | Ediles | Ediles | Ediles | Ediles | Ediles | Ediles | Ediles | Ediles | Ediles | Ediles | Ediles |
|                     | Partido Socialista Obrero Español (PSOE)                            | 1      | 6      | 5      | 7      | 5      | 7      | 12     | 8      | 7      | 8      | 12     | 10     |
|                     | Alianza Popular (AP)-Partido Popular (PP)                           | —      | 5      | 9      | 8      | 7      | 5      | 5      | 8      | 9      | 7      | 3      | 4      |
|                     | Tarancón Independientes                                             | —      | —      | 4      | 4      | —      | —      | —      | —      | —      | —      | —      | —      |
|                     | Partido Comunista de España (PCE)-Izquierda Unida (IU)              | 5      | 2      | 1      | 1      | 1      | 1      | 1      | 2      | 1      | 2      | 1      | 0      |
|                     | Unión de Centro Democrático (UCD)-Centro Democrático y Social (CDS) | 5      | —      | 1      | 1      | —      | —      | —      | —      | —      | —      | —      | —      |
|                     | +Cuenca Ahora-España Vaciada                                        | —      | —      | —      | —      | —      | —      | —      | —      | —      | —      | —      | 1      |
|                     | Vox                                                                 | —      | —      | —      | —      | —      | —      | —      | —      | —      | —      | 1      | 2      |
| Total de concejales | Total de concejales                                                 | 13     | 13     | 17     | 17     | 17     | 17     | 17     | 17     | 17     | 17     | 17     | 17     |

## Economía

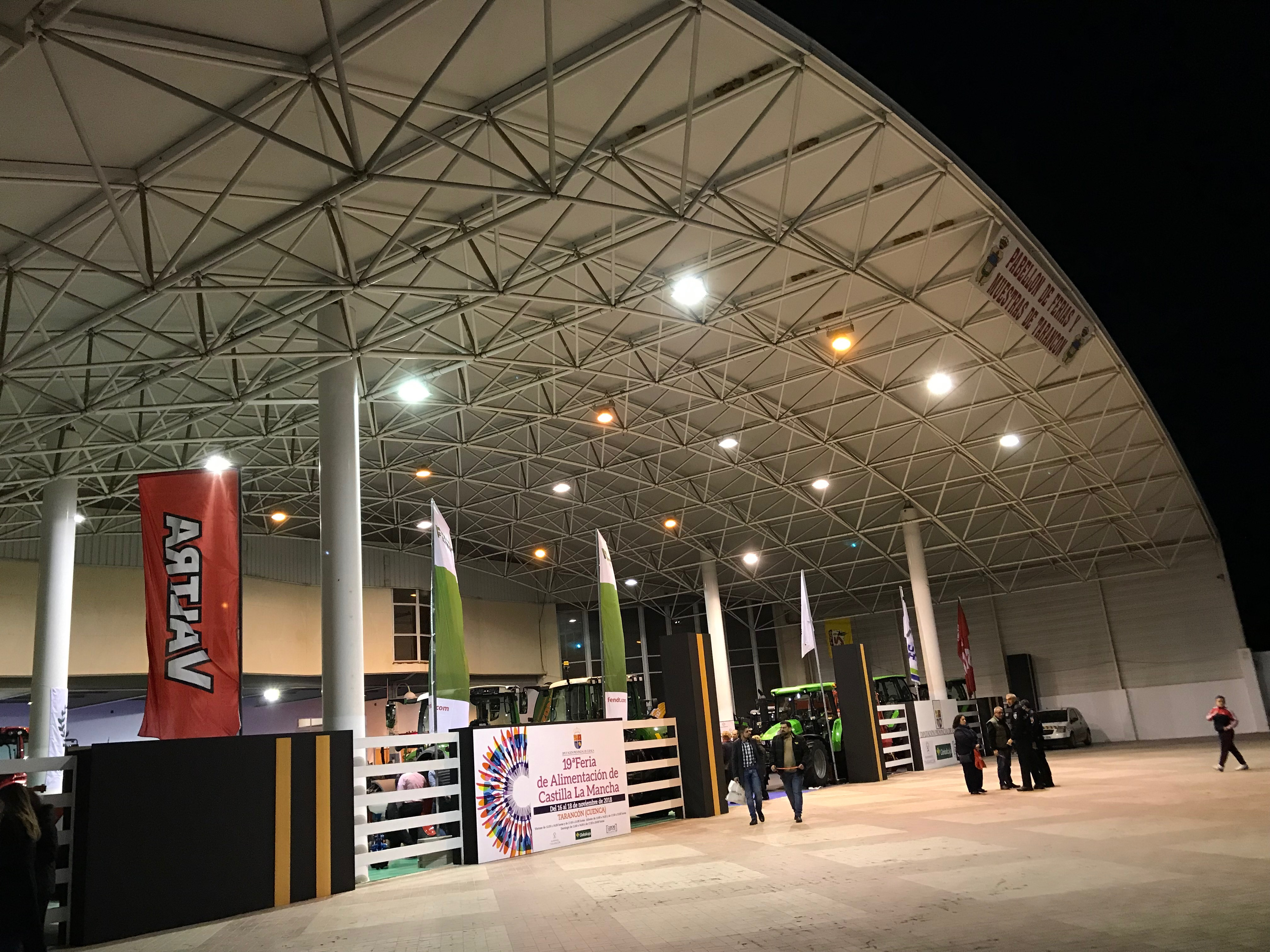
Pabellón de Ferias y Muestras de Tarancón

Tradicionalmente, la economía de Tarancón se ha basado, como en toda la comarca, en la agricultura y la ganadería. No fue hasta la década de 1960 cuando se empezó a producir un notable cambio. El desarrollo industrial del centro de España y, especialmente, de los alrededores de Madrid empezaba a extenderse por el interior peninsular, de manera que a medida que avanzaban las décadas, el sector primario de Tarancón iba perdiendo peso y, de forma paralela, adquiría importancia el sector industrial y servicios.
A principios de siglo XXI el sector de la construcción ganaba cada vez más peso en el municipio, al igual que en la mayor parte de las ciudades de España. Pero a finales de la primera década, con la llegada de la burbuja inmobiliaria, Tarancón dejó a un lado el sector de la construcción, coronándose claramente el sector servicios como el de mayor importancia y el más destacado del municipio.
En la actualidad, el sector terciario predomina claramente sobre el resto. Tarancón posee dos polígonos industriales, y por su situación geográfica respecto a medios de transporte públicos y privados, tanto por autovía y carretera como por ferrocarril y autobús, la mayoría de las empresas instaladas en éstos son logísticas. Es reseñable la presencia de un buen número de medios de comunicación situados en el municipio, entre los que se encuentra Cadena Ser, Cadena Dial y Tarancóndigital, además de en el pasado la ya extinta TeleTarancón. La actividad turística no es de importancia en el municipio a pesar los esfuerzos por parte de diversos colectivos.
Cabe destacar que Tarancón es el municipio con mayor renta bruta media en su comarca. Los taranconeros declararon 20 896 € de renta media al año en 2016 según datos publicados por la Agencia Tributaria, que ha comparado la renta de los municipios con más de 1000 habitantes de toda España, así como la evolución de estos datos desde 2013 hasta 2016.
En Tarancón, además de otras empresas destacadas, tiene su sede Incarlopsa, la mayor empresa de la comunidad de Castilla-La Mancha, dando lugar a un buen número de puestos de trabajo en la ciudad y los municipios de alrededor.

## Cultura

### Fiestas

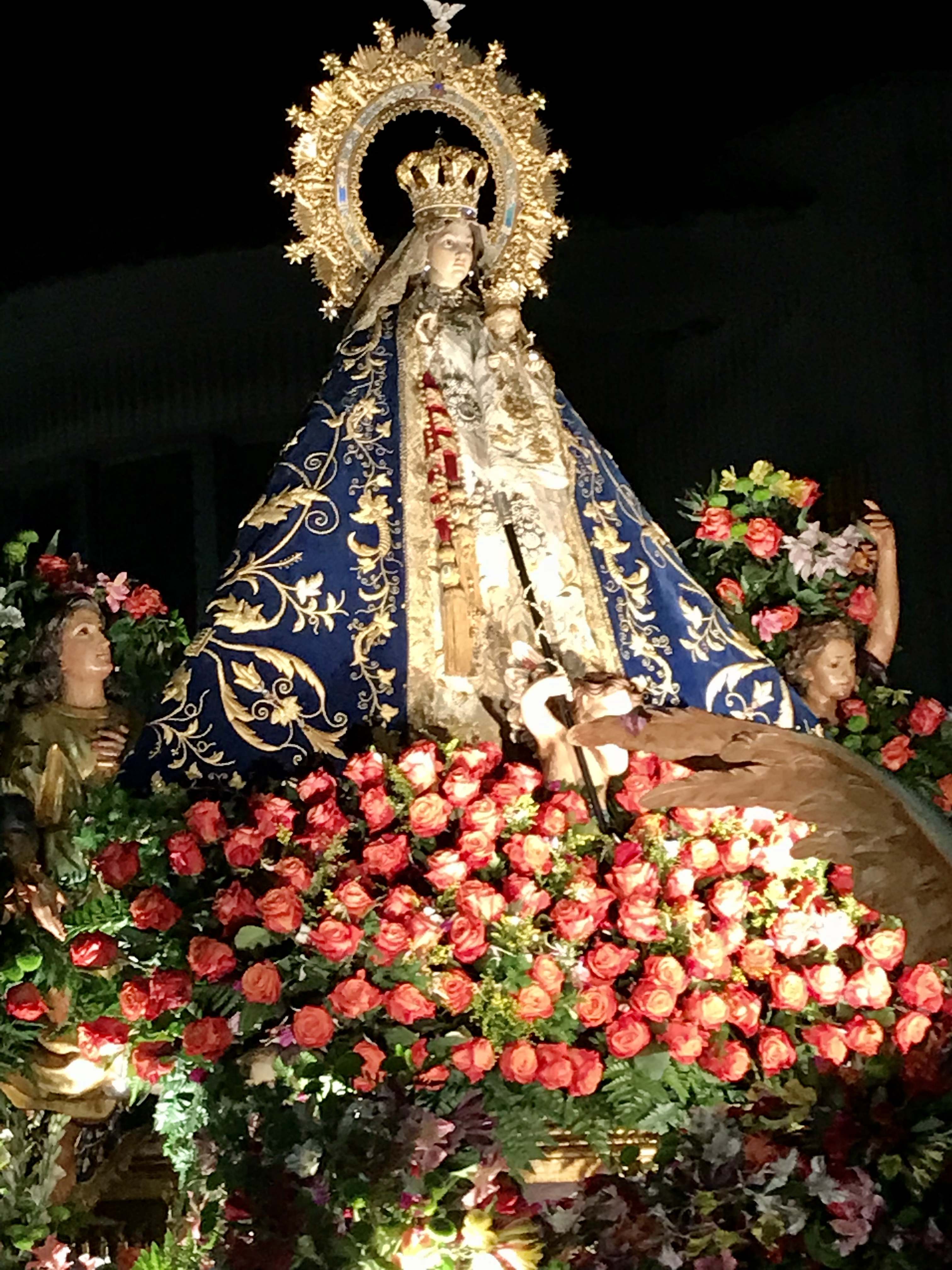
Virgen de Riánsares, patrona de Tarancón

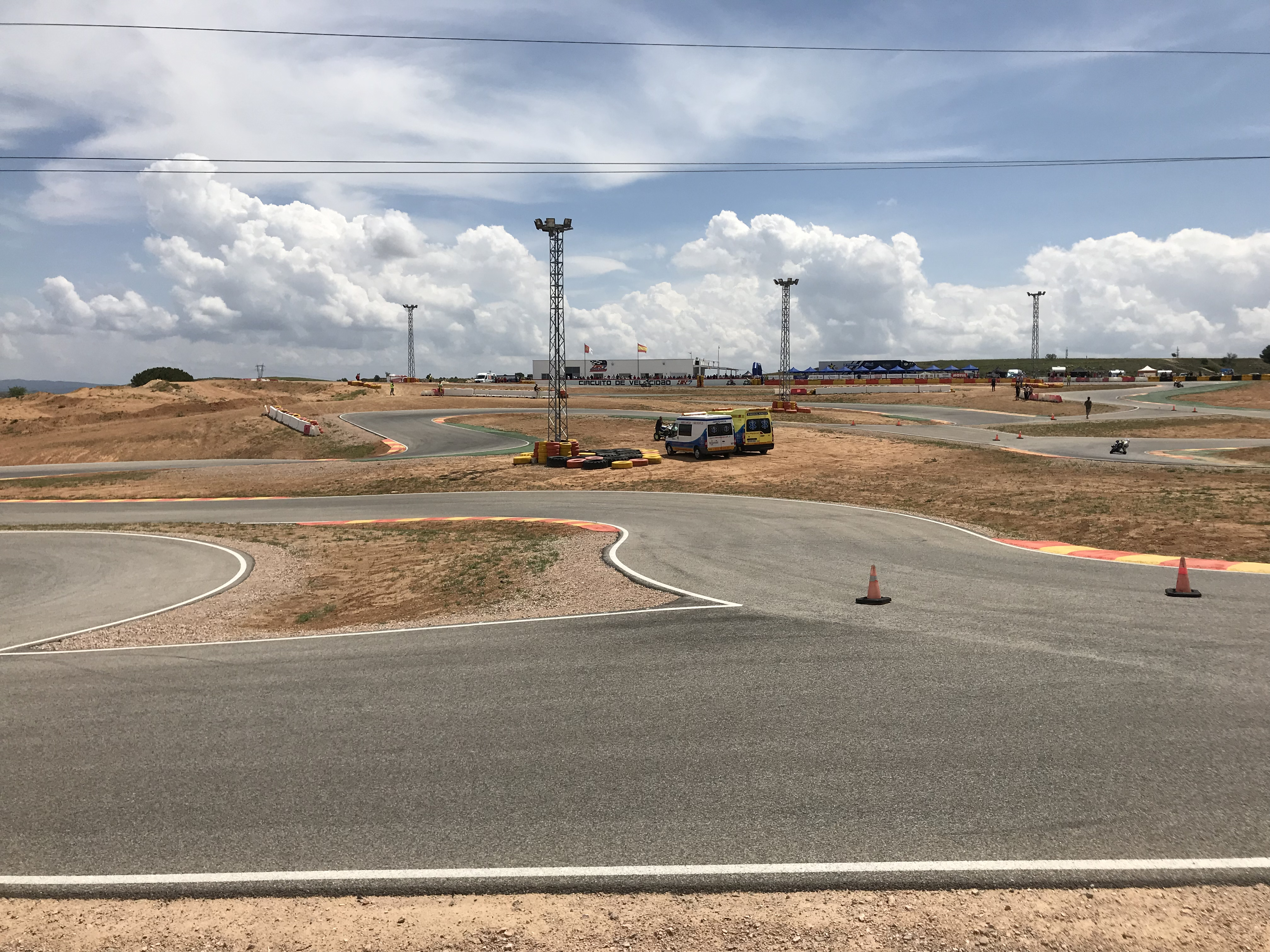
Circuito de velocidad DR7

Las fiestas patronales en honor a la santísima Virgen de Riánsares, patrona de Tarancón se celebran del 7 al 13 de septiembre.
Comienzan el día 7 con el Galopeo a las 12:00, famoso en toda la comarca. Sale de la plaza de la Constitución para, tras varias horas de Galopeo por la ciudad, volver nuevamente a la plaza donde se baila la tradicional jota. Por la tarde, los taranconeros se visten con el traje típico de taranconero, para la ofrenda de flores a su Patrona. Al finalizar la ofrenda todos se dirigen a la iglesia para cantar la salve a la Virgen.

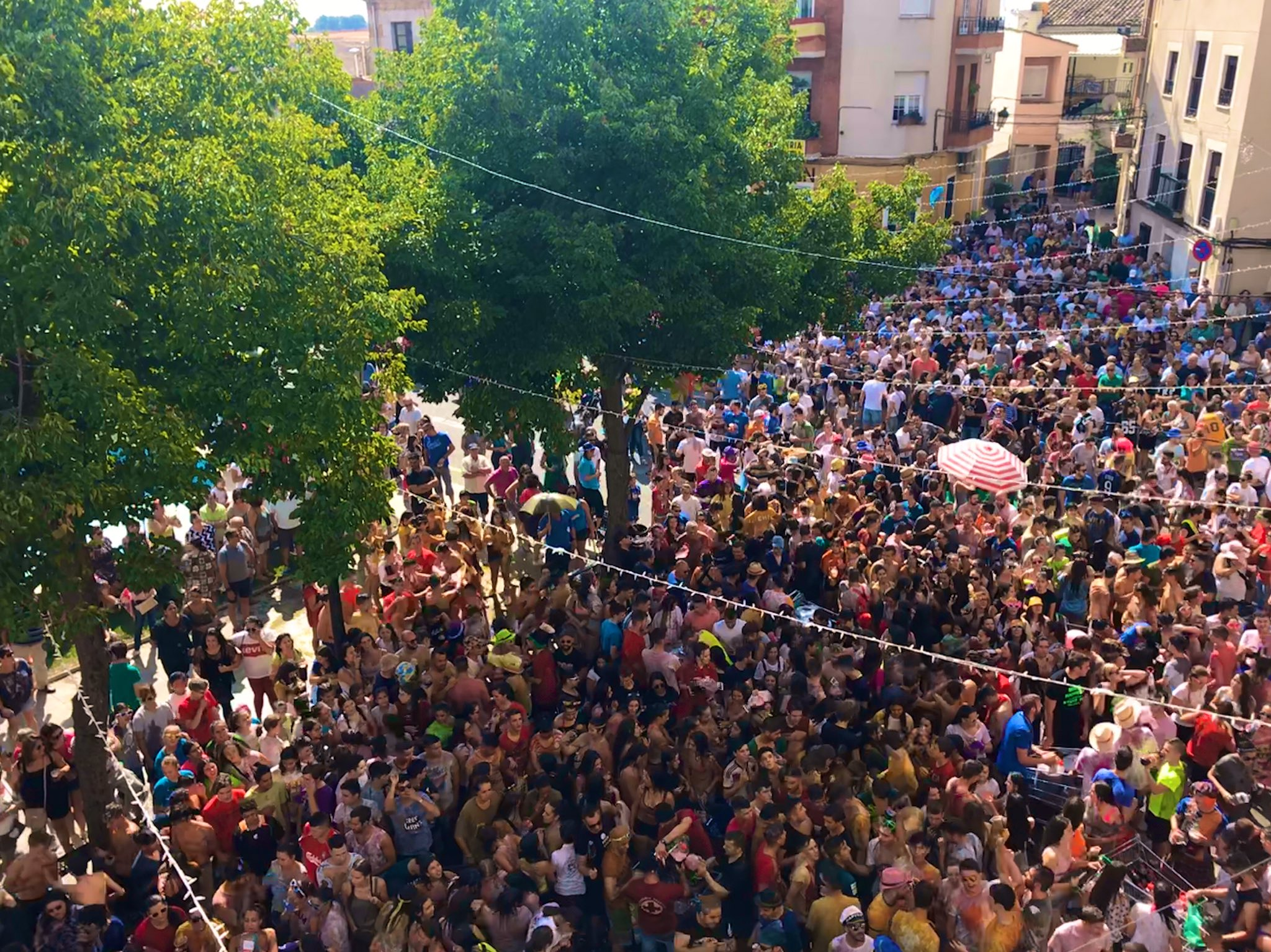
Galopeo: multitud celebrando el inicio de las fiestas patronales

El día 8 de septiembre se celebra el día grande de la patrona. Por la mañana se celebra la misa solemne en la Parroquia de Ntra. Sra. de la Asunción. Al anochecer, la Virgen de Riánsares sale en procesión por las calles de la ciudad taranconera. Es vistoso de ver la salida de la virgen por el Arco de la Malena. La virgen es acompañada en la procesión por taranconeros, devotos, corporación municipal, asociaciones, hermandades y para cerrar la banda de música Ntra. Sra. de Riánsares.
Del 9 al 13 hay multitud de actos, entre los cuales destacan: Galopeos por los barrios, desfile de carrozas, festejos taurinos, torillos de fuego, actividades para niños, conciertos y fiesta en el recinto de carpas.
Una fiesta que Tarancón celebra cada año, siete días después de carnaval, es la denominada Fiesta Yeyé. Durante una noche la ciudad se tiñe de la época de los años 60. Por el día podemos encontrar desfiles y exposiciones de coches típicos, actividades infantiles y música temática. Y por la noche vestirse con ropa de la época de los años 60 y desfilar en el pasacalles con música de la época es muy típico en esta localidad conquense. Durante toda la noche las discotecas y pubs ponen este tipo de música y la ciudad retrocede en el tiempo y acoge a vecinos de muchos pueblos de alrededor. La ciudad llega a la cifra de más de cinco mil visitantes durante la noche de los años 60.
En la época de persecución romana a los cristianos es cuando, según la tradición taranconera, se produce la advocación a los Santos San Víctor y Santa Corona, que fueron martirizados. En la etapa visigoda, Recaredo Gómez, agradecido por la curación de sus dolencias a un ermitaño de Riánsares, le entregó una talla de la virgen y envío monjas para custodiarla. Cuando se hicieron los cimientos para construir el Palacio de Riánsares en el siglo XIX, se sacaron sus restos. La imagen entregada de la Virgen de Riánsares se convertirá en la patrona del municipio por la devoción popular, cuya imagen perdura hasta la actualidad.[cita requerida] Celebraciones religiosas de la talla de la Semana Santa de Tarancón (declarada de interés turístico regional), hace de esta localidad un punto geográfico de interés. También cabe destacar sus procesiones y su representación de La Pasión Viviente, también declarada de Interés Turístico Regional. Tarancón posee dos parroquias, un convento y dos capillas, además de las cuatro ermitas situadas en los distintos barrios de la localidad a los que dan nombre.

### Gastronomía

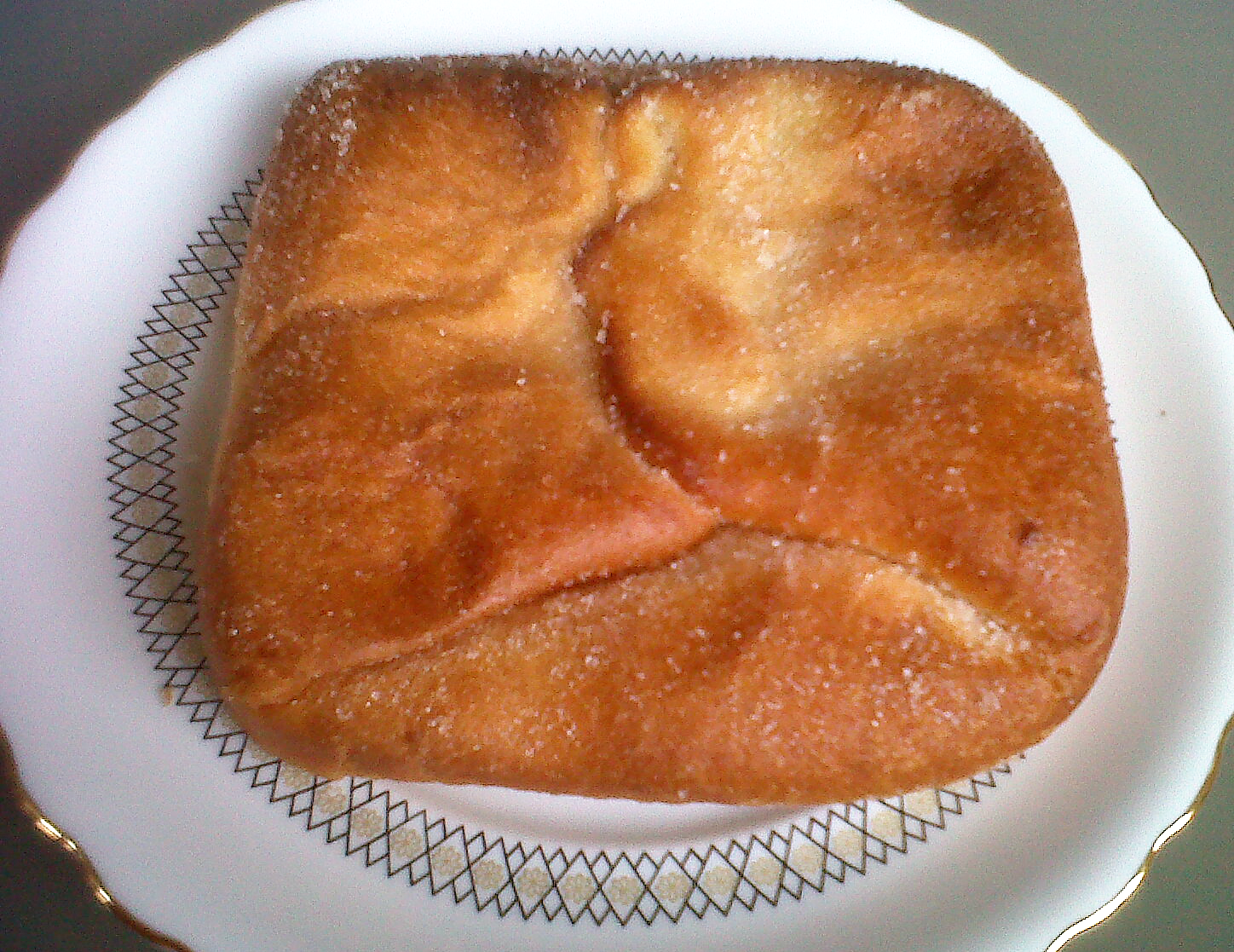
Bizcocho "borracho" típico de Tarancón

La gastronomía de Tarancón no difiere en gran medida respecto a la gastronomía típica de la provincia de Cuenca, al igual que posee una estrecha similitud con la gastronomía de Castilla-La Mancha, e incluso con la gastronomía de la Comunidad de Madrid, con motivo de la cercanía a ésta. Además, al estar en la frontera de La Mancha y La Alcarria tiene influencias culinarias de ambas. 
La actividad ganadera es histórica y es propia de la comunidad autónoma y de la provincia, mostrando abundancia del queso manchego como derivado lácteo. También destacar la miel, más propia de la Alcarria y, abundante en la provincia de Cuenca.
Es típico el morteruelo, de textura parecida al paté, y elaborado con hígado y lomo de cerdo, el gazpacho manchego que se da en toda la región, las migas manchegas elaboradas con pan, y, por supuesto, los zarajos, muy famosos en toda la provincia. Sin olvidarnos de las gachas manchegas, o de las gachas dulces como postre.
Uno de los productos gastronómicos más reclamados y conocidos en Tarancón es el bizcocho “borracho”, que, a pesar de su nombre, no contiene nada de alcohol, sino que está hecho a base de masa de repostería y azúcar. También destacar la producción vitivinícola, siendo Tarancón una importante pieza en la elaboración del vino manchego, como parte de la Denominación de Origen de Uclés.
Mencionar que en el Pabellón de Ferias y Muestras de Tarancón se celebra cada dos años la Feria Regional de Alimentación de Castilla-La Mancha, donde se da cita la mayor variedad culinaria de la comunidad autónoma.